# Talavera de Taganaán
Talavera es un barrio del municipio filipino de Taganaán situado en la isla del mismo nombre, adyacente a la de Mindanao en su extremo nordeste. Forma parte de la provincia de Surigao del Norte  en la Región Administrativa de Caraga, también denominada Región XIII. Para las elecciones está encuadrado en el Segundo Distrito Electoral.

## Geografía
Su término coincide con la Isla de Talavera  situada  20 km al este de la ciudad de  Surigao; entre la bahía de Cagutsán que la separa de las isla de Bayagnán (1.700 metros), de  Masapelid (2.400 metros) y de Quiatongán (3.000 metros). El estrecho de Banug que la separa de la isla de Gutuán (1.300 metros), rodeada por el canal de Gutuán situado al norte donde se encuentra la isla de  Nonoc (8.900 metros) y al sureste, isla Grande de Bucas (22 kilómetros).
Al norte de la isla se encuentran los islotes de Sagisi (700 metros), próximo a la isla de Bayagaán y de Banog Banog (400 metros) junto a Guntuán.
Unos 15 kilómetros al sur se encuentra el pueblo de Gigaquit situado en la costa de Mindanao.

### Demografía
El año 2100 este barrio rural contaba con una población de 2.698 habitantes, siendo elsegundo más poblado del municipio.
En 1990 1.524  personas ocupaban 277 viviendas.

## Gobierno local
Su alcalde es (2010-2013)   Marvin R. Tapuyo mientras quer su vicealcalde es Ed Harold C. Amarille.

## Historia
El actual territorio de Surigao del Norte fue parte de la provincia de Caraga durante la mayor parte del período español.
Así, a principios del siglo XX la isla de Mindanao se hallaba dividida en siete distritos o provincias.
El Distrito 3º de Surigao, llamado hasta 1858  provincia de Caraga, tenía por capital el pueblo de Surigao e incluía la  Comandancia de Butuan.
Uno de sus pueblos era Placer y Taganaán de 4.713 almas , con las visitas de Talavera y Tamamana;